# Heinrich II. Schlick

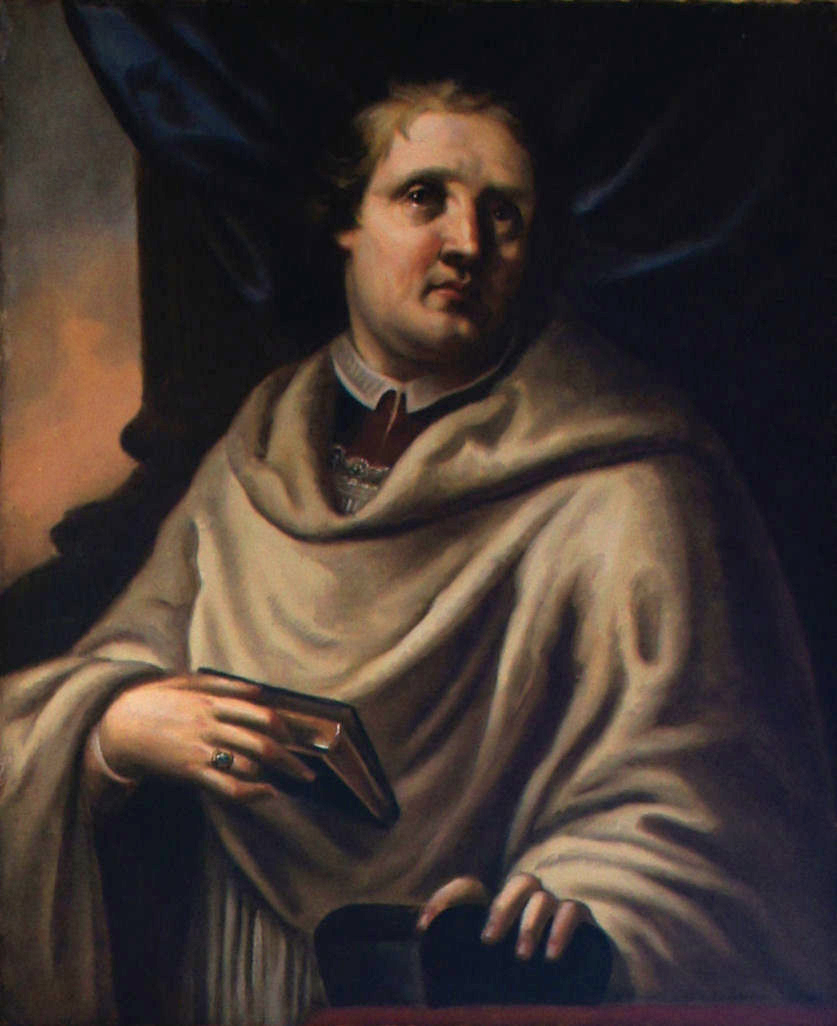
Heinrich II. Schlick auf einem Gemälde im Fürstengang Freising

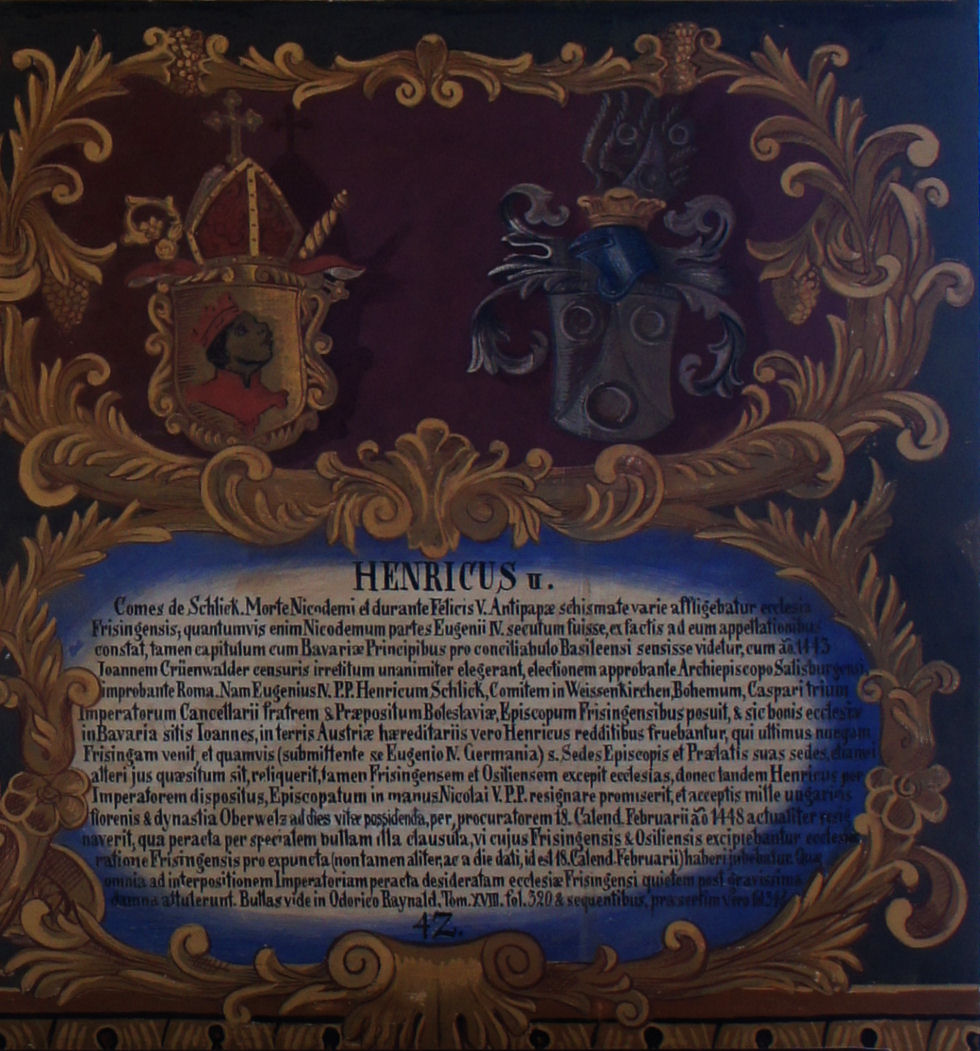
Wappentafel von Heinrich II. Schlick im Fürstengang Freising

Heinrich II. Schlick (* um 1400 in Eger; † um 1448 in Oberwölz) war von 1443 bis 1448 Fürstbischof von Freising.

## Leben
Heinrich wurde als 7. Kind von Heinrich und Konstantia Schlick ca. 1400 in Eger geboren. Er war der jüngere Bruder des einflussreichen königlichen Kanzlers Kaspar Schlick. Diesem hatte er auch seine Karriere zu verdanken. Nach dem Tod des papsttreuen amtierenden Freisinger Bischofs Nikodemus della Scala am 13. August 1443 wählte das Domkapitel Johannes III. Grünwalder am 13. September 1443 einstimmig – und unterstützt durch das Konzil von Basel – zum Bischof.
Kaspar Schlick setzte jedoch alles daran, seinen Bruder zum Bischof zu machen. Dieser war schon Domherr zu Regensburg, Prag und Freising. Kaspar setzte sich für Heinrich beim römischen Papst Eugen IV., beim Papst des Basler Konzils, Papst Felix V. und vor allem bei König Friedrich III. ein. Keiner der Päpste wollte es sich mit dem König verderben und alle wussten um den großen Einfluss von Kaspar Schlick. Als der Einfluss von Papst Felix V. nachließ, ernannte Papst Eugen IV. im Januar 1444 Heinrich zum Bischof von Freising. Dabei wurde die Ernennungsurkunde mit dem Datum 12. September 1443 versehen, also genau einen Tag vor der Wahl des Domkapitels, um so die Ernennung besser legitimieren zu können.
Das Domkapitel erkannte jedoch die Ernennung nicht an und betrachtete weiterhin Johann III. Grünwalder als rechtmäßigen Bischof. Trotz der Androhung der Exkommunikation für die Anhänger Grünwalders konnte sich Heinrich nicht durchsetzen. Einzig die freisingische Burg Rothenfels in Oberwölz (Steiermark) konnte Heinrich besetzen. Papst Nikolaus V., der Nachfolger von Eugen IV., bestätigte nochmals am 30. August 1447 die Rechte von Heinrich. Umso überraschender war es, als König Friedrich Heinrich fallen ließ und sich auf die Seite Grünwalders stellte. Friedrich bat den Papst, Heinrich ein ewiges Stillschweigen aufzuerlegen und ihn als Bischof von Freising abzuberufen. Die Gründe für den Schwenk des Königs sind unklar; es wird vermutet, dass der König von Heinrichs Unfähigkeit überzeugt wurde. Nikolaus V. wollte es sich mit Friedrich nicht verderben und stimmte zu. Als Grünwalder von König Friedrich am 23. Mai 1448 die Regalien verliehen wurden, war Heinrich klar, dass er auf verlorenem Posten stand.
Am 21. August 1488 verzichtete Heinrich auf alle Ansprüche und bekam als Entschädigung tausend ungarische Dukaten und die lebenslange Nutzung der Herrschaft Oberwölz mit der Burg Rotenfels als Sitz. Heinrich wurde nie zum Bischof geweiht und hatte seine Residenzstadt nie betreten; stattdessen regierte während seiner Amtszeit Johannes Grünwalder über das Hochstift Freising. Heinrichs genauer Sterbetag ist nicht bekannt, nach J. Sutner starb er noch 1448 in Oberwölz.

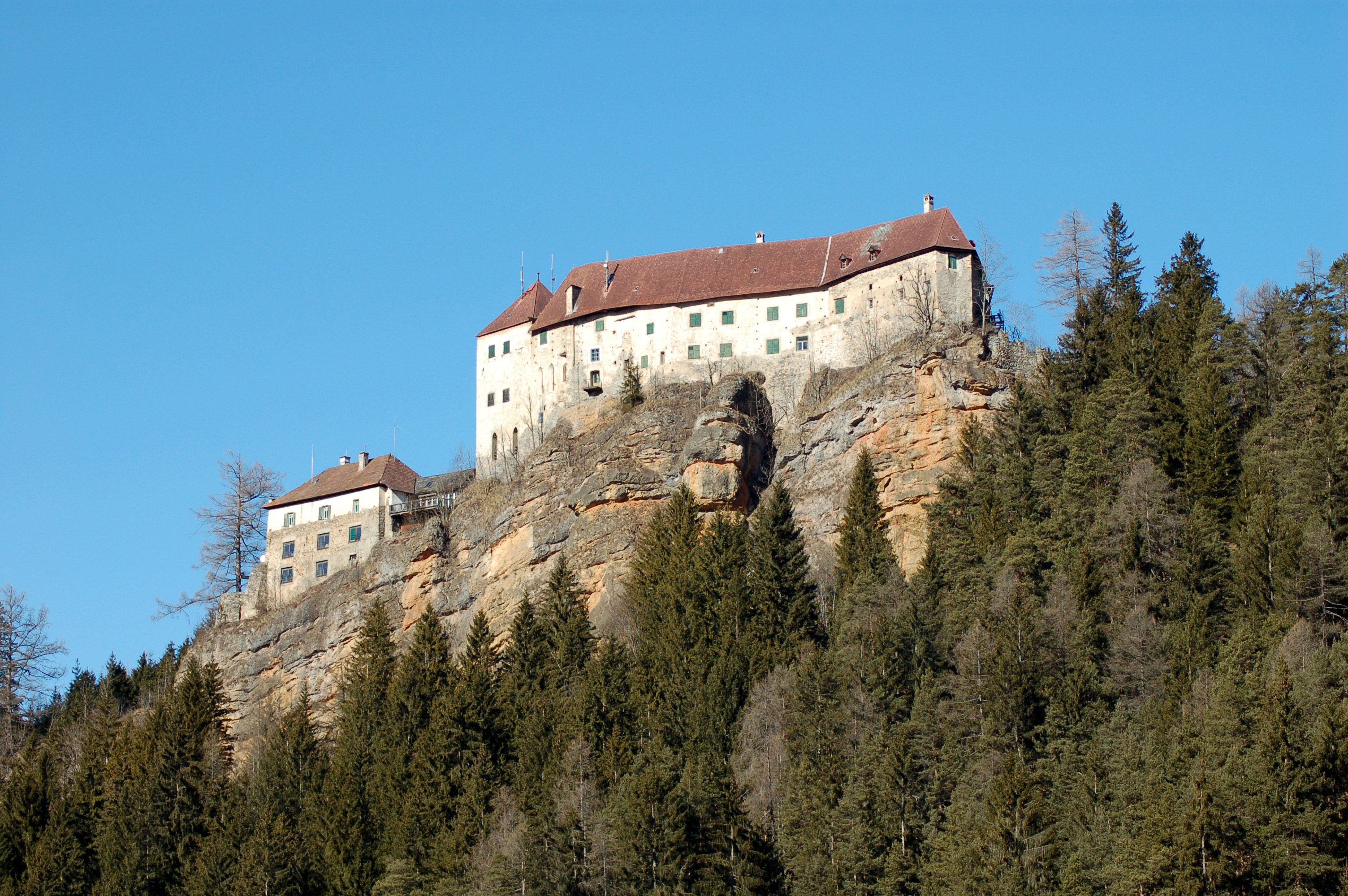
Schloss Rothenfels in Oberwölz